# Histeria (canção)
"Histeria" é o sexto e último single trabalhado do álbum de estreia da cantora argentina Lali Espósito. Reconhecido como single no mesmo dia de lançamento de seu videoclipe, no dia 11 de setembro de 2015, tornando-se o vídeo mais assistido em 24 horas na Argentina de todos os tempos, estreando no mesmo dia na posição #7 do top 10 do canal televisivo Quiero. "Histeria" é o single do álbum "A Bailar" com maior desempenho em charts, em comparação aos anteriores, e também o mais repercutido.

## Apresentações ao vivo
A primeira apresentação do single ao vivo se deu na cerimônia de premiação dos Nickelodeon Kids' Choice Awards em outubro de 2015 no Ópera Allianz em Buenos Aires. Lali fez uma segunda apresentação do single na final do programa televisivo Showmatch do canal El Trece em dezembro de 2015. Lali Espósito foi escalada para ser a primeira artista a inaugurar o programa televisivo "Laten Argentinos" do canal Telefe em fevereiro de 2016, apresentando-se com o single "Histeria" ao vivo em frente a 50 mil pessoas na cidade Vicente López.

## Vídeo musical
O videoclipe foi lançado no mesmo dia de reconhecimento da música como single em 11 de setembro de 2015. Foi gravado durante 15 horas em Buenos Aires, dirigido por Juan Ripari, mesmo diretor dos vídeos anteriores. O videoclipe recebe a indicação ao Quiero Awards como "Melhor vídeo pop".

## Desempenho
| Tabelas musicais (2015)  | Melhor posição |
| ------------------------ | -------------- |
| Argentina - Media Forest | 2              |

### Prêmios e indicações
| Ano  | Premiação     | Categoria        | Resultado |
| ---- | ------------- | ---------------- | --------- |
| 2015 | Quiero Awards | Melhor vídeo pop | Indicado  |